# Порт Саид
Порт Саид (на арабски: بورسعيد,, правопис по Американската система BGN Port Said) e египетски град, разположен в североизточната част на страната при вливането на Суецкия канал в Средиземно море. Административен център е на малката област Порт Саид. Кръстен е на Саид паша, който е инициатор на проекта за канала. Има население около 588 935 души от 2008 г.
Икономиката на града включва основно риболов, корабостроене, химическа, текстилна и хранително-вкусова промишленост и производство на цигари.
Порт Саид е и важно пристанище за износ на памук и ориз, служи и като база за презареждане на корабите, минаващи през Суецкия канал.

## Известни личности
Родени в Порт Саид
- Ханс Дейкстал (1943 – 2010), нидерландски политик
- Амър Диаб (р. 1961), певец
- Мохамед Зидан (р. 1981), футболист
- Мохамед Шауки (р. 1981), футболист

## Побратимени градове
- Волгоград, Русия (1962)